# San Gregorio Magno nello studio (Maestro Teodorico da Praga)
San Gregorio Magno nello studio è un dipinto attribuito al Maestro Teodorico da Praga, pittore boemo attivo nella seconda metà del XIV secolo, e rappresenta una delle opere più emblematiche del ciclo di santi e dottori della Chiesa realizzato per la Cappella della Santa Croce nel castello di Karlštejn, in Boemia.

## Descrizione
Il dipinto raffigura Papa Gregorio I, detto Gregorio Magno, uno dei quattro Dottori della Chiesa latina, mentre è intento a scrivere in uno scriptorium. La scena è resa con grande attenzione al dettaglio e alla solennità: il santo indossa vesti pontificali riccamente ornate, tra cui un piviale rosso e una mitra decorata, che sottolineano la sua dignità ecclesiastica e autorità spirituale. Il santo è ritratto nell’atto di scrivere su un grande codice aperto, simbolo della sua opera di riformatore liturgico e autore di testi fondamentali per la teologia medievale, come i Dialoghi e la Regola pastorale. La penna che tiene in mano richiama l'ispirazione divina, e alle sue spalle si può notare un'aureola dorata, elemento ricorrente nell’iconografia medievale per indicare la santità.
Il fondo oro e i dettagli architettonici del leggio e dello studio, che mostrano una miniaturizzazione gotica tipica dell’arte boema del XIV secolo, conferiscono un potente senso di profondità e di sacralità all’ambiente.

## Stile, contesto e collocazione
L’opera è un chiaro esempio della pittura gotica internazionale sviluppatasi alla corte dell’imperatore Carlo IV di Lussemburgo, mecenate di Teodorico. L’artista, influenzato sia dalla tradizione bizantina che dalle novità dell’arte gotica francese e italiana, riesce a fondere ieraticità e realismo in una sintesi originale. Il volto di Gregorio è infatti intenso, realistico e segnato da una profonda concentrazione spirituale, mentre i dettagli dei libri e degli oggetti nello studio mettono in grande evidenza l’abilità dell’artista nell’osservazione minuta e nella resa materica (importante caratteristica dell'arte gotica).
L’opera fa parte del più vasto ciclo di ritratti di santi, re, vescovi e dottori della Chiesa nella Cappella della Santa Croce (Kaple svatého Kříže) situata nel castello di Karlštejn, costruito tra il 1348 e il 1357 per volere di Carlo IV. Questo ciclo pittorico, realizzato tra il 1355 e il 1365, è uno dei più importanti dell’arte gotica boema ed è considerato uno dei massimi capolavori della pittura medievale europea. Il ciclo aveva una funzione non solo devozionale, ma anche simbolico-politica: rappresentava la continuità tra potere temporale e autorità spirituale, tra impero e Chiesa.